# Carole Thate
Carole Thate, född den 6 december 1971 i Utrecht, Nederländerna, är en nederländsk landhockeyspelare.
Hon tog OS-brons i damernas landhockeyturnering i samband med de olympiska landhockeytävlingarna 1996 i Atlanta.
Därefter tog hon OS-brons igen i samma gren i samband med de olympiska landhockeytävlingarna 2000 i Sydney.